# Kızıltepe
Kızıltepe (in curdo Qoser‎) è una città della Provincia di Mardin, in Turchia.

## Storia
La data di fondazione dell'insediamento di Kızıltepe risale agli anni precedenti a Cristo. Questa storia si basa su manufatti storici e sulle rovine di antichi insediamenti che sono diventati rovine oggi.
La storica moschea, che fu costruita dagli Artuqidi nel 1200 d.C. è ancora aperta al culto.
Secondo le ricerche, la città è stata rovinata e trasferita molte volte a causa delle guerre. Di conseguenza, la prima area di insediamento è Haramhattat, un insediamento del villaggio a 10 km a sud del centro della città di oggi.
I primi nomi conosciuti nella storia di Kızıltepe sono "Qoser", Dunaysir e Telerm.
"Telermen" significa la collina armena.  Fino al 1915, è una regione in cui vivevano in maggioranza armeni: il nome di Telermen, che aveva l'aspetto di un villaggio in rovina dopo la guerra di indipendenza, fu cambiato in Kızıltepe nel 1937.
Kızıltepe è stato un importante centro di insediamento nel corso della storia grazie alla sua fondazione nelle fertili terre della Mesopotamia, oltre ad essere situato all'incrocio della via della seta, un'importante rotta commerciale tra i continenti asiatico ed europeo.  Grazie a questa caratteristica, fu testimone di molte guerre e fu saccheggiato molte volte da varie nazioni.
Dünaysır, che era un importante centro commerciale e di alloggio durante il periodo degli Artuqidi, fu saccheggiato dagli Ayyubidi all'inizio del 13 ° secolo.  Successivamente passarono i governi Selgiuchidi, Ilkhanato, Mamelucchi, Karakoyun, Akkoyun, Artuqidi e Timuridi.  Col tempo, il centro di insediamento, chiamato Telermen anziché Dunaysir, in seguito chiamato Koçhisar, fu catturato dall'esercito ottomano sotto il comando di Büyük Mehmet Pasha durante la campagna orientale organizzata dal sovrano ottomano Yavuz Selim sull'Iran.  Successivamente, rimase sotto il dominio degli ottomani fino al periodo repubblicano.
Sebbene fosse un insediamento importante e ricco con i suoi bazar, i bagni, le moschee e le madrasa durante il periodo degli Artuqidi, fu passato nelle mani degli ottomani come villaggio in caso di rovine a causa di continue guerre e saccheggi. Il centro insediamento, che è stato riparato e riacquistato la sua vitalità dopo la conquista dell'Impero ottomano, è gradualmente diminuito di importanza da quando la Via della Seta ha perso la sua importanza di recente. Il nome di questa città, precedentemente nota come Koçhisar, fu cambiato in Kızıltepe nel 1931 durante il periodo della Repubblica, e un centro distrettuale della provincia di Mardin.

## Geografia fisica

### Clima
Il clima di Kızıltepe ha le caratteristiche del clima mediterraneo con estati calde e afose ed inverni miti e piovosi.